# Hiroto Muraoka
Hiroto Muraoka (村岡 博人 Muraoka Hiroto?,  19 de septiembre de 1931 en Tokio - 13 de marzo de 2017 en Tokio) fue un futbolista japonés que se desempeñaba como guardameta.
En 1954, Muraoka jugó 2 veces para la selección de fútbol de Japón. Muraoka fue elegido para integrar la selección nacional de Japón para los Juegos Asiáticos de 1954.

## Trayectoria

### Clubes
| Club        | País  | Año  |
| ----------- | ----- | ---- |
| Kyodai Club | Japón | 1954 |

### Selección nacional
| Selección | País  | Año  |
| --------- | ----- | ---- |
| Absoluta  | Japón | 1954 |

## Estadística de equipo nacional
| Selección de Japón | Selección de Japón | Selección de Japón |
| Año                | Part.              | Goles              |
| ------------------ | ------------------ | ------------------ |
| 1954               | 2                  | 0                  |
| Total              | 2                  | 0                  |